# Transformatorstation Statoil Syd
Transformatorstation Statoil Syd  er en transformatorstation der ligger ved raffinaderiet i Kalundborg. 
Stationen ligger ved 132 kV højspændingsforbindelsen  der går fra Asnæsværket i Kalundborg over Transformatorstation Torslunde øst for Svinninge til Transformatorstation Kirkeskovgård ved Kirke Såby.
Transformatorstationen producerer strøm til raffinaderiet og drives af Cerius (det tidligere SEAS-NVE Net). Stationen indeholder to 132/10 kV-transformere med en kapacitet på 25 MVA hver. Den blev sat i drift i marts 2007.